# Родина (кинокамера)
«Родина» 3КСХ, 3КСХ—М — профессиональный штативный киносъёмочный аппарат с зеркальным обтюратором, рассчитанный на использование стандартной перфорированной 35-мм киноплёнки по ГОСТ 4896—80. Аппарат пригоден для съёмки фильмов обычного формата, широкоэкранных и кашетированных с размерами и расположением изображения по ГОСТ 24229—80. Предназначенный, главным образом, для съёмки хроникально-документальных и научно-популярных фильмов в павильоне и на натуре, в отечественном кинематографе аппарат применялся в игровом кино. Длительное время был основным советским аппаратом для натурных киносъёмок.

## Конструкция
Конструкция камеры «Родина» разрабатывалась под руководством известного советского конструктора Василия Константинова и унаследовала черты его предыдущей разработки «Конвас-1», спроектированной на основе французской камеры Debrie Parvo.
Каркас аппарата, на который навешиваются все узлы и вспомогательное оборудование — основание и шасси. Два типа одинарных кассет ёмкостью 120 и 300 метров крепятся с разных сторон аппарата и закрываются специальными дверцами. Кассеты малой ёмкости выполнены как внутренние, закрывающиеся крышками. Большие кассеты устанавливаются, как наружные, выступая за пределы корпуса. Сверху вместе с крышкой корпуса устанавливается лупа сквозного визирования. Двухсторонний грейфер, оснащённый контргрейфером, транспортирует киноплёнку как в прямом, так и в обратном направлениях, позволяя осуществлять некоторые виды комбинированных съёмок. Использование контргрейфера, расположенного на середине рабочего участка грейфера, уменьшает вертикальную неустойчивость кадра до 0,01 мм. Однолопастный зеркальный обтюратор нижнего расположения обладает переменным углом раскрытия от 0 до 160° и оснащён специальным ободом, предохраняющим киноплёнку от засветки лупой во время экспозиции. 
Оптическая система аппарата позволяла использовать киносъёмочные объективы с фокусными расстояниями от 18 до 135 мм, в том числе вариообъективы. Для широкоэкранных съёмок в комплекте аппарата поставлялась анаморфотная насадка 35НАС4—10. Для защиты от посторонних засветок на камере монтировался компендиум, оснащённый специальной поворотной кассетой для светофильтров размером 130×130 мм.
Работа механизма осуществлялась сменными электроприводами, основным из которых был привод постоянного тока мощностью 50 Ватт, позволявший вести киносъёмку с частотой от 8 до 48 кадров в секунду. Электропитание осуществлялось от 14 щелочных аккумуляторов КН-10, смонтированных в отдельном ящике. Синхронный электропривод, рассчитанный на переменный ток 220В, применялся для синхронных съёмок с записью черновой фонограммы. Для покадровой съёмки выпускался привод с электродвигателем переменного тока и двухступенчатым редуктором и муфтой сцепления.

## Особенности
«Родина» стала одним из немногих портативных аппаратов для натурных съёмок, оснащённых механизмом изменения угла раскрытия обтюратора, что давало возможность осуществлять переходы между кадрами «наплывом» не при последующей печати фильма, а непосредственно во время съёмки. Механизм позволял выполнять «наплыв» и «затемнение» автоматически. Возможность обратного хода плёнки позволяла использовать «Родину» для несложных комбинированных съёмок. Было изготовлено несколько опытных образцов «микст-камеры», позволявшей записывать оптическую фонограмму на негативную киноплёнку вместе с изображением. Этот тип камеры, получивший обозначение «КСХ-звук», не получил распространения из-за низкого качества получаемой фонограммы и появления магнитной звукозаписи.
Главная особенность аппарата — движение киноплёнки в трёх плоскостях, что обеспечивало компактность конструкции. Вместе с тем, это делало ход плёнки с многочисленными петлями и перегибами чрезвычайно сложным, и затрудняло зарядку, а также повышало риск обрыва и образования «салата». Другой опасностью было появление царапин и потёртостей в случае соприкосновения плёнки с деталями лентопротяжного тракта при ошибках зарядки всего на 1—2 перфорации. Такой дефект считался неустранимым операторским браком, и вся съёмка шла в корзину. Именно из-за сложностей эксплуатации и постоянной опасности внезапной остановки съёмки этот тип камер приобрёл у советских кинооператоров дурную славу. Ненадёжность аппарата и трудности его эксплуатации были слишком высокой платой за компактность. Кроме того, по одному из важнейших показателей — шумности — «Родина» уступала большинству отечественных и зарубежных камер, предназначенных для синхронной киносъёмки. В 1965 году была разработана камера «Родина-2» 4КСХ, в которой использовалось большинство узлов предыдущей модели, но ход плёнки был уже в одной плоскости.

## Использование
Вопреки первоначальному предназначению для хроникальных съёмок, «Родина» стала востребованной для натурных съёмок в постановочных фильмах. Почти одновременное появление лёгкого и надёжного «Конваса-автомата» с зеркальным обтюратором, сделало капризную «Родину» ненужной в кинохронике. Однако точность хода плёнки и устойчивость кадра сделали эту камеру пригодной для немой съёмки в художественном кинематографе. В некоторых случаях она годилась и для синхронной съёмки с записью черновой фонограммы. Камера применялась для съёмок фильмов «Солярис», «Судьба человека», «Друзья-товарищи» и множества других.
Прекращение выпуска «Родины» из-за отсутствия заказов совпало с появлением на киностудиях импортных киносъёмочных аппаратов с низким уровнем шума и небольшой массой. Невозможность установки телевизира также сделало эту камеру мало востребованной в начале 1980-х. Вместе с тем, уже выпущенные камеры продолжали использоваться до окончания производства советской негативной киноплёнки с «позитивной» перфорацией, отличающейся от международного стандарта. Одновременное прекращение выпуска «Кодаком» киноплёнки с перфорацией советского образца специально для СССР сделало «Родину» непригодной для съёмок, поскольку её точный грейфер не мог работать с импортной «негативной» перфорацией Bell & Howell, меньшей высоты, чем советская.

## Камера «Родина» в искусстве
- «Родина» представлена в первой серии телесериала «Обратная сторона Луны» в сценах съёмок фильма о Карлсоне.